# 日髙ひかる
- 日高ひかる

日髙 ひかる（ひだか ひかる、2002年9月1日 - ）は、日本の女子バスケットボール選手である。ポジションはポイントガード。Wリーグのトヨタ紡織サンシャインラビッツ所属。

## 来歴
香川県出身。
精華女子高校から大阪体育大学に進み、インカレベスト8を経験。
2024年11月、トヨタ紡織サンシャインラビッツにアーリーエントリー登録される。
2025年ワールドユニバーシティゲームズ日本代表候補にも選ばれている。